# الأحد الدامي (أغنية)
أغنية الأحد، الأحد الدامي (بالإنجليزية: Sunday Bloody Sunday)‏ هي أغنية لفريق موسيقى الروك إيرلندي يو تو (U2) وتدور حول موضوع مأساة الأحد الدامي (1972) في ديري في شمال إيرلندا.
وكلمات الأغنية هي:
نعم ..
لا أستطيع أن أصدق الأخبار اليوم
أوه، لا أستطيع أن أغلق عيني وأجعل ما حدث يغادر عقلي
حتى متى؟
حتى متى يجب أن نغني هذه الأغنية؟
حتى متى؟ حتى متى ..
لأننا الليلة .. نستطيع أن نكون واحداً
الليلة..
الزجاجات المحطمة تحت أقدام الأطفال
الأجساد المنثرة عبر نهاية الشارع المسدود
لكنني لن أكترث لنداء المعركة
لن أدير ظهري وأقف مقابل الجدار
الأحد.. الأحد الدامي
والمعارك للتو ابتدأت
هناك الكثير ممن خسروا، فهل تخبرني من ربح؟
الخندق يحفر عميقاً في قلوبنا
والأمهات، الأطفال، الإخوة، والأخوات، تفرقوا أشتاتاً
الأحد.. الأحد الدامي
إمسح الدموع من عينيك
أنا سأمسح الدموع من عينيك
أنا سأمسح عيونك المحتقنة بالدموع
حقاً نحن منيعون
عندما تكون الحقيقة خيالاً والتلفزيون واقعاً
واليوم تبكي الملايين
نأكل ونشرب بينما يموتون هم في الغد